# Kubraki
Kubraki - Кубраки (rus) - és un poble de l'óblast de Bélgorod, a Rússia. El 2010 tenia 483 habitants. Pertany al districte (raion) de Véidelevka.